# マレーシアの国王
マレーシアの国王（マレーシアのこくおう）はマレーシアの立憲君主である。マレー語での称号はヤン・ディプルトゥアン・アゴン（Yang di-Pertuan Agong) で「国王、国王陛下」を意味する。略してアゴン (Agong）とも表記する。英語表記はKing of Malaysia。日本外務省はマレーシア国王と訳している。

## 選出

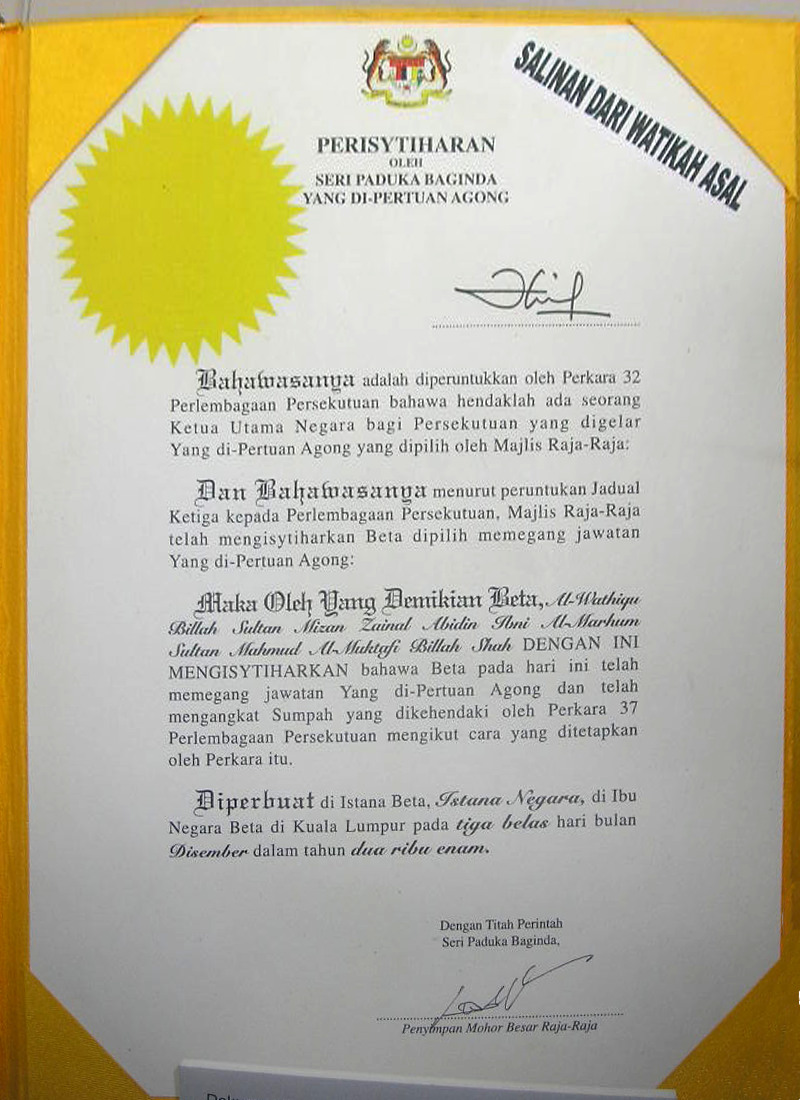
当選証書

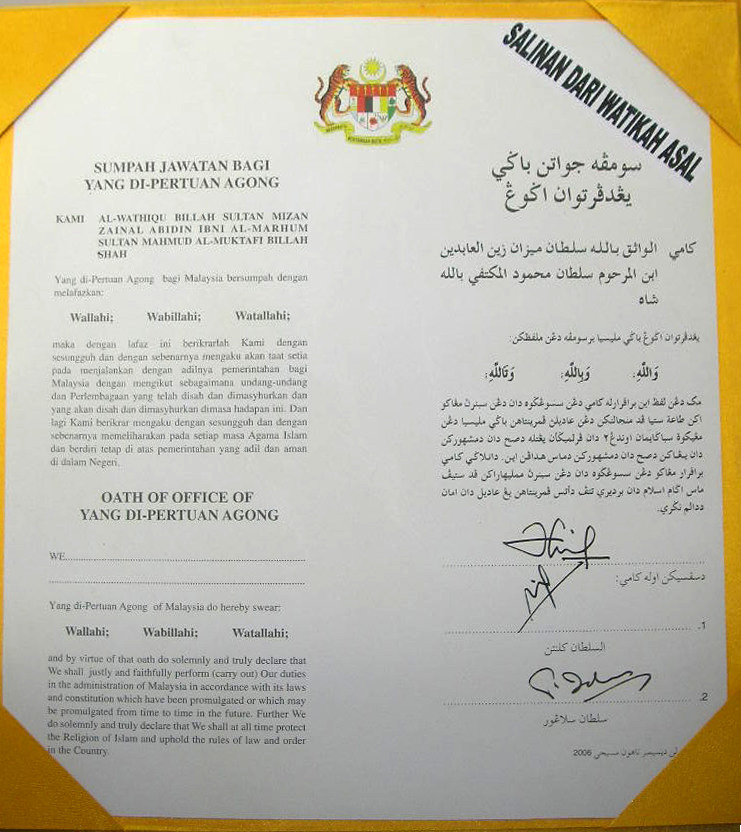
即位宣誓書

マレーシアは選挙王制であり、任期5年の国王が選ばれる。なおマレーシア各州の君主は、マレー人社会の統合のシンボル的な存在となっている。
この選挙により国王を選出する制度は、世界的に見ても特徴的な制度であるが、マレー人社会には伝統的に首長を選出する伝統があり、ヌグリ・スンビラン州では州の君主を州内9人の小君主の互選によって選出している。マレーシアを構成する13の州のうち、ボルネオのサバ州・サラワク州、マレー半島部で君主が存在しないペナン州・ムラカ州（マラッカ州）を除いた9州の（ジョホール州・クダ州・クランタン州・ヌグリ・スンビラン州・パハン州・ペラ州・プルリス州・スランゴール州・トレンガヌ州）の君主が王を選出する。なお各州の君主は男系世襲で継承されている。このうちプルリス州はラージャを君主とし、ヌグリ・スンビラン州はウンダンと呼ばれる伝統的首長の互選により、ヤン・ディプルトゥアン・ブサールを君主とする。その他の7州はスルタンを君主とする。
国王の選出は9州の君主と、君主不在の4州の知事、首相、顧問官の職にある者により構成されている統治者会議が行う。ただし投票権は各州君主にしかなく、各州の君主を順番に選出する事実上の輪番制となっている。この順序は建国時の各君主の在位順で定められており、一旦国王を輩出した州は、他の州全てから国王が選出されるまで国王を出すことはできない。また君主が国王就任を辞退した場合や、任期中に死亡した場合は「未就任州」の最後に回される形となる。建国時の順序ではクダ州・バハン州の君主の即位日が早かったが、両者が辞退したため、第3位のヌグリ・スンビラン州の君主が国王となっている。輪番であるから同一の者が2回選出されることもあり、第5代と第14代国王には、アブドゥル・ハリム・ムアザム・シャーが就任している。また、国王の次の順序の君主は、「副国王」に選任される。

## 権限

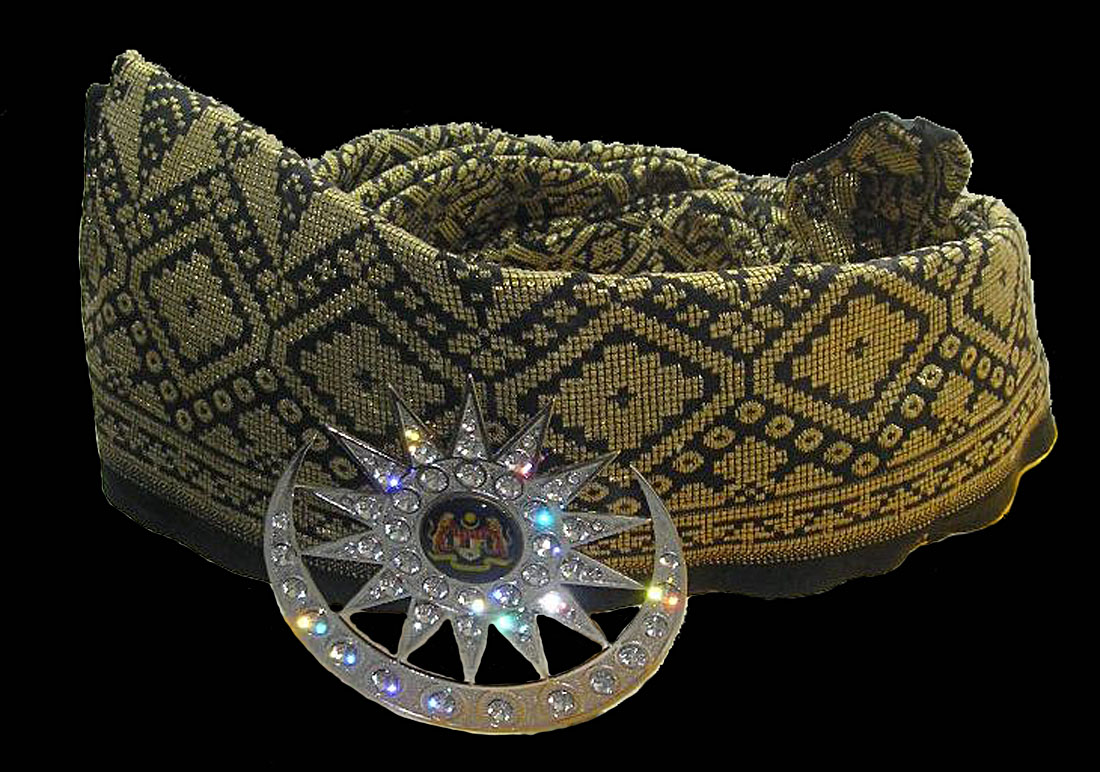
王冠(tengkolok/tanjak)

国王は首相の任命、国会解散の同意などの権限、国軍最高司令官などという役割を担っている。しかしその権限、役割の多くは儀礼的、象徴的な内容である。各州の君主は州内のイスラームのリーダーとしての役目を担っていて宗教的な権威を持っているため、国王の権力もイスラーム関係に関しては実が伴っている。しかし、近年は政治が不安定化する中でその影響力が強まっている。マレーシアにある企業や学校には、王と王妃の肖像が飾られることが多い。
立憲君主として規定されており、行政権を持つとされているが、大権の多くは内閣または首相の助言に基づいて行使される。首相の任命については君主自らが大命を降下することができるが、内閣は下院に責任を負うため、下院多数党党首が首相に任命されている。下院が内閣を不信任した場合は、内閣の助言により下院を解散するか、助言を拒否して内閣を解任（不信任）するかの判断を行うことができる。国王は議会で多数の支持を得ているとみられる人物を首相に任命できる。ただ首相は通常選挙で選ばれるため2020年までこの権限が行使されることはなかった。国王は法律の裁可を行うが、かつては首相と国王の間で権限をめぐっての対立が見られた。1994年の法改正により、30日経過しても裁可が行われない場合には自動的に裁可されたとみなすこととされた。また国家緊急事態に際しては、国会が出す緊急事態法と同等の効力を持つ緊急勅令を出し、行政に権限を付与することができる。この行為は国会によって破棄されることはあるが、事前に禁止することはできない。
かつては王と各州君主、王族は公私に渡って法的免責特権を有していたが、ジョホール州のスルターンが暴力事件を引き起こしたことがきっかけとなって、1993年の改憲で私的行為についての免責特権が廃止された。以降は、司法大臣の承認のもと、検察当局もしくはマレーシア国民は特別裁判所において国王または各州君主を提訴することができるようになった。公務について王を提訴することはできないが、王の公務に対して責任を持つ政府を提訴することができる。また受刑者に恩赦を与えることが可能でムハンマド5世がアンワル・イブラヒムに恩赦を与えた事例がある。ただし王や君主本人、家族に対しては恩赦を行うことはできない。
国王は統治者会議の主宰者でもある。統治者会議は国王の選出のほか、ラマダーンの時期の決定などイスラム教に関わる事項や、州間の紛争解決などを司る。マレーシア憲法10条では、マレー人特権（ブミプトラ政策）や民族問題になどに関する公的議論を禁止しているが、この改正は統治者会議の同意がなければ行われないこととされている。

## 国王の一覧
| 代 | 国王                                                                       | 国王 | 出身州               | 在位期間                        | 在位期間    | 備考             |
| -- | -------------------------------------------------------------------------- | ---- | -------------------- | ------------------------------- | ----------- | ---------------- |
| 1  | トゥアンク・アブドゥル・ラーマン Tuanku Abdul Rahman                       |      | ヌグリ・スンビラン州 | 1957年8月31日 - 1960年4月1日    | 2年 + 214日 | 在位中に死去     |
| 2  | ヒサムディン・アラム・シャー Sultan Hisamuddin Alam Shah                   |      | セランゴール州       | 1960年4月14日 - 1960年9月1日    | 140日       | 在位中に死去     |
| 3  | サイイド・ハルン・プトラ Tuanku Syed Putra                                 |      | プルリス州           | 1960年9月21日 - 1965年9月20日   | 4年 + 364日 |                  |
| 4  | イスマイル・ナシルディン・シャー Sultan Ismail Nasiruddin Shah             |      | トレンガヌ州         | 1965年9月21日 - 1970年9月20日   | 4年 + 364日 |                  |
| 5  | アブドゥル・ハリム・ムアザム・シャー Sultan Abdul Halim Mu’adzam Shah      |      | ケダ州               | 1970年9月21日 - 1975年9月20日   | 4年 + 364日 |                  |
| 6  | ヤヒヤ・プトラ Sultan Yahya Petra                                          |      | クランタン州         | 1975年9月21日 - 1979年3月29日   | 3年 + 189日 | 在位中に死去     |
| 7  | スルタン・アフマド・シャー Sultan Ahmad Shah                               |      | パハン州             | 1979年4月26日 - 1984年4月25日   | 4年 + 365日 |                  |
| 8  | イスカンダル・イブニ Sultan Iskandar                                       |      | ジョホール州         | 1984年4月26日 - 1989年4月25日   | 4年 + 364日 |                  |
| 9  | アズラン・シャー Sultan Azlan Muhibbuddin Shah                             |      | ペラ州               | 1989年4月26日 - 1994年4月25日   | 4年 + 364日 |                  |
| 10 | ジャーファル・アブドゥル・ラーマン Tuanku Ja’afar                          |      | ヌグリ・スンビラン州 | 1994年4月26日 - 1999年4月25日   | 4年 + 364日 |                  |
| 11 | サラフディン・アブドゥル・アジズ・シャー Sultan Salahuddin Abdul Aziz Shah |      | セランゴール州       | 1999年4月26日 - 2001年11月21日  | 2年 + 209日 | 在位中に死去     |
| 12 | サイド・シラジュディン Tuanku Syed Sirajuddin                              |      | プルリス州           | 2001年12月13日 - 2006年12月12日 | 4年 + 364日 |                  |
| 13 | ミザン・ザイナル・アビディン Sultan Mizan Zainal Abidin                    |      | トレンガヌ州         | 2006年12月13日 - 2011年12月12日 | 4年 + 364日 |                  |
| 14 | アブドゥル・ハリム・ムアザム・シャー Sultan Abdul Halim Mu’adzam Shah      |      | ケダ州               | 2011年12月13日 - 2016年12月12日 | 4年 + 365日 |                  |
| 15 | ムハンマド5世 Sultan Muhammad V                                            |      | クランタン州         | 2016年12月13日 - 2019年1月6日   | 2年 + 24日  | 任期満了前に退位 |
| 16 | アブドゥラ Al-Sultan Abdullah                                              |      | パハン州             | 2019年1月31日 - 2024年1月30日   | 5年 + 0日   |                  |
| 17 | イブラヒム Ibrahim Iskandar                                                |      | ジョホール州         | 2024年1月31日 - （在位）        | 1年 + 131日 |                  |

## 歴代副国王
副国王はマレー語でティムバラン・ヤン・ディプルトゥアン・アゴン（Timbalan Yang di-Pertuan Agong）の称号を持ち、これは「副国王陛下」の意味である。
| No | 名称                                               | 出身州               | 在任期間                        | 生年月日               | 没年月日（没年齢）      |
| -- | -------------------------------------------------- | -------------------- | ------------------------------- | ---------------------- | ----------------------- |
| 1  | ヒサムディン・アラム・シャー                       | セランゴール州       | 1957年8月31日 - 1960年4月1日    | 1898年5月13日          | 1960年9月1日 (62歳)     |
| 2  | ラージャ・サイイド・プトラ                         | プルリス州           | 1960年4月14日 - 1960年9月1日    | 1920年11月25日         | 2000年4月16日 (79歳)    |
| 3  | スルタン・イスマイル・ナシルディン・シャー         | トレンガヌ州         | 1960年9月21日 - 1965年9月20日   | 1907年1月24日          | 1979年9月20日 (72歳)    |
| 4  | トゥアンク・アブドゥル・ハリム・ムアザム・シャー   | ケダ州               | 1965年9月21日 - 1970年9月20日   | 1927年11月28日         | 2017年9月11日 (89歳）   |
| 5  | スルタン・ヤヒヤ・プトラ                           | クランタン州         | 1970年9月21日 - 1975年9月20日   | 1917年12月10日         | 1979年3月29日 (61歳)    |
| 6  | スルタン・アフマド・シャー                         | パハン州             | 1975年9月21日 - 1979年3月29日   | 1930年10月24日         | 2019年5月22日（88歳没） |
| 7  | スルタン・イスカンダル・イブニ                     | ジョホール州         | 1979年4月26日 - 1984年4月25日   | 1932年4月8日           | 2010年1月22日 (77歳)    |
| 8  | スルタン・アズラン・シャー                         | ペラ州               | 1984年4月26日 - 1989年4月25日   | 1928年4月19日          | 2014年5月28日 (86歳)    |
| 9  | トゥアンク・ジャーファル・アブドゥル・ラーマン     | ヌグリ・スンビラン州 | 1989年4月26日 - 1994年4月25日   | 1922年7月19日          | 2008年12月27日 (86歳)   |
| 10 | スルタン・サラフディン・アブドゥル・アジズ・シャー | セランゴール州       | 1994年4月26日 - 1999年4月25日   | 1926年3月8日           | 2001年11月21日 (75歳)   |
| 11 | トゥアンク・サイド・シラジュディン                 | プルリス州           | 1999年4月26日 - 2001年12月12日  | 1943年5月17日（82歳）  |                         |
| 12 | スルタン・ミザン・ザイナル・アビディン             | トレンガヌ州         | 2001年12月13日 - 2006年12月12日 | 1962年1月22日（63歳）  |                         |
| 13 | トゥアンク・アブドゥル・ハリム・ムアザム・シャー   | ケダ州               | 2006年12月13日 - 2011年12月12日 | 1927年11月28日         | 2017年9月11日 (89歳）   |
| 14 | ムハンマド5世                                      | クランタン州         | 2011年12月13日 - 2016年12月12日 | 1969年10月6日（55歳）  |                         |
| 15 | スルタン・ナズリン・シャー                         | ペラ州               | 2016年12月13日 -                | 1956年11月27日（68歳） |                         |